# Battaglia di Martigné-Briand
La battaglia di Martigné-Briand è stata una battaglia della Prima Guerra di Vandea combattuta il 15 luglio 1793 a Martigné-Briand.

## Antefatto
Per aiutare Louis Marie de Lescure contro le truppe di François Joseph Westermann a Châtillon-sur-Sèvre, Henri de La Rochejaquelein aveva dovuto lasciare Saumur. I repubblicani comandati da Biron-Lauzun, Barolière e Berthier che aveva riorganizzato le truppe a Tours, poté dunque riprendere la città senza combattere.

## La battaglia
All'inizio di luglio la divisione di La Barollière entrò nell'Angiò insorto, dove commise diversi saccheggi e La Barollière visto il comportamento dei suoi uomini chiese che venissero sostituiti. Ma il 15 luglio la divisione fu attaccata da 16 000 uomini comandati da Bonchamps, Lescure, La Rochejaquelein e Marigny.
Rapidamente l'avanguardia repubblicana fu battuta e perse 3 cannoni. Ma il generale Marigny, in testa alla cavalleria vandeana, fece una manovra sbagliata che lo portò davanti alla fanteria vandeana, questi credettero di venire caricati dagli ussari repubblicani e si diedero alla fuga. I vandeani presi dal panico non riuscirono a riorganizzarsi e questo segnò la vittoria dei repubblicani che preferirono non inseguirli.

## Conseguenze
Il generale La Barollière poté così occupare Vihiers. Tuttavia arrivava il tempo dei raccolti e i contadini vandeani dovettero tornare nei loro campi per alcuni giorni, inoltre il generale Bonchamps era rimasto ferito durante la battaglia e dovette ritirarsi nel castello di Jallais per curarsi e riposare.